# Jerovska vas
Jerovska vas este o localitate din comuna Šmarje pri Jelšah, Slovenia, cu o populație de 24 de locuitori.